# 羅爾達尼約
羅爾達尼約是哥倫比亞的城鎮，位於該國西部，由考卡山谷省負責管轄，距離首府卡利149公里，始建於1576年，面積217平方公里，海拔高度966米，2005年人口45,654。
4°25′N 76°09′W / 4.417°N 76.150°W